# 21735 Nissaschmidt
21735 Nissaschmidt este un asteroid din centura principală de asteroizi.

## Descriere
21735 Nissaschmidt este un asteroid din centura principală de asteroizi. A fost descoperit pe 9 septembrie 1999 la Socorro, New Mexico, în cadrul proiectului LINEAR. Asteroidul prezintă o orbită caracterizată de o semiaxă mare de 2,35 ua, o excentricitate de 0,12 și o înclinație de 6,3° în raport cu ecliptica.